# 韦勒河畔栋皮埃尔
韦勒河畔栋皮埃尔（法語：Dompierre-sur-Veyle，法語發音：[dɔ̃pjɛʁ syʁ vɛl]）是法国东部安省的一个市镇，属于布雷斯地区布尔格区。

## 地理
韦勒河畔栋皮埃尔（46°4'16"N, 5°12'17"E）面积29.1 平方千米，位于法国奥弗涅-罗讷-阿尔卑斯大区安省，该省份为法国东部省份，北起汝拉省，西北接索恩-卢瓦尔省，西接罗讷省和里昂大都会，南至伊泽尔省，东与萨瓦省、上萨瓦省和瑞士接壤。
与韦勒河畔栋皮埃尔接壤的市镇（或旧市镇、城区）包括：沙特奈、德吕亚、朗镇、圣尼济耶勒代塞尔、拉特朗克利耶尔、安河畔维莱特。
韦勒河畔栋皮埃尔的时区为UTC+01:00、UTC+02:00（夏令时）。

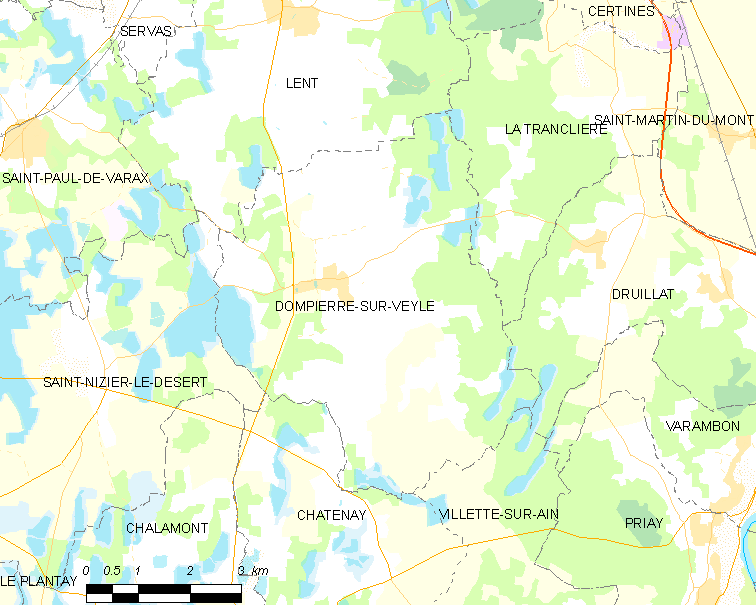
韦勒河畔栋皮埃尔的OSM定位图

## 行政
韦勒河畔栋皮埃尔的邮政编码为01240，INSEE市镇编码为01145。

## 政治
韦勒河畔栋皮埃尔所属的省级选区为塞泽里亚县。

## 人口

1962-2008年间韦勒河畔栋皮埃尔人口变化图示

韦勒河畔栋皮埃尔于2022年1月1日时的人口数量为1225人。